# (2399) Terradas
(2399) Terradas est un astéroïde de la ceinture principale.

## Description
(2399) Terradas est un astéroïde de la ceinture principale. Il fut découvert le 17 juin 1971 à El Leoncito par Carlos Ulrrico Cesco. Il présente une orbite caractérisée par un demi-grand axe de 2,24 UA, une excentricité de 0,17 et une inclinaison de 5,1° par rapport à l'écliptique.

## Compléments